# Habring
Habring är en bergstopp i Österrike.   Den ligger i distriktet Murtal och förbundslandet Steiermark, i den centrala delen av landet, 180 km sydväst om huvudstaden Wien. Toppen på Habring är 1 497 meter över havet, eller 93 meter över den omgivande terrängen. Bredden vid basen är 2,4 km.
Terrängen runt Habring är kuperad västerut, men österut är den bergig. Närmaste större samhälle är Fohnsdorf, 16,7 km öster om Habring. 
I omgivningarna runt Habring växer i huvudsak blandskog. Runt Habring är det ganska glesbefolkat, med 42 invånare per kvadratkilometer.